# Parafia Wniebowzięcia Najświętszej Maryi Panny i św. Józefa Robotnika w Ojcowie-Grodzisku
Parafia Wniebowzięcia Najświętszej Maryi Panny i św. Józefa Rzemieślnika (Robotnika) w Ojcowie-Grodzisku — parafia rzymskokatolicka, znajdująca się w diecezji kieleckiej, w dekanacie skalskim.